# Amici del pittore dietro le quinte
Amici del pittore dietro le quinte (Ludovic Halevy et Albert Boulanger-Cavé dans les coulisses de l'Opéra) è un dipinto a pastello e tempera su carta (79x55 cm) realizzato nel 1879 circa dal pittore francese Edgar Degas.
È conservato nel Musée d'Orsay di Parigi.